# Aeroportul Ouanda Djallé
Aeroportul Ouanda Djallé (IATA: ODJ, ICAO: FEGO) este un aeroport din Vakaga, Republica Centrafricană ce deservește zona Ouanda Djallé⁠(d). A fost numit după zona deservită.
Situat la o altitudine de 605 m, aeroportul dispune de o singură pistă.